# Dâmbu, Prahova
Dâmbu este o localitate componentă a orașului Băicoi din județul Prahova, Muntenia, România. Se află în nordul acestuia, pe pârâul Dâmbu. Până în 1968, a făcut parte din comuna Țintea, care a fost inclusă în orașul Băicoi.